# Trifănești
Trifănești – miejscowość i gmina w Mołdawii, w rejonie Florești. W 2014 roku liczyła 1181 mieszkańców.